# آرلیند آیتی
آرلیند آیتی (آلبانیایی: Arlind Ajeti؛ زادهٔ ۲۵ سپتامبر ۱۹۹۳) بازیکن فوتبال اهل آلبانی است.
از باشگاه‌هایی که در آن بازی کرده‌است می‌توان به باشگاه فوتبال فروزینونه، باشگاه فوتبال رجانا، باشگاه فوتبال تورینو، باشگاه فوتبال پادوا، باشگاه فوتبال کروتونه، باشگاه فوتبال گراس‌هاپر زوریخ، باشگاه فوتبال وایله بلدکلوب، و باشگاه فوتبال بازل اشاره کرد.
وی همچنین در تیم‌های ملی فوتبال زیر ۲۱ سال سوئیس و آلبانی بازی کرده‌است.